# The Hellbound Heart
Este artigo é sobre o romance de Clive Barker. Para o filme baseado no romance, veja Hellraiser.
The Hellbound Heart é uma novela de horror escrita por Clive Barker, publicada pela primeira vez em novembro de 1986 pela Dark Harvest no terceiro volume de sua série antológica Night Visions, e notável por se tornar a base para o filme de 1987 Hellraiser e sua franquia. Foi relançado pela HarperCollins em 1988, após o sucesso do filme, junto com um Audiolivro gravado por Clive Barker e publicado por Simon&Schuster Audioworks. No Brasil, a novela foi publicada pela DarkSide Books com o nome de Hellraiser - Renascido do Inferno.  A novela mantém o estilo sangrento e visceral que Barker introduziu em sua série de contos The Book of Bloods. A narrativa foca-se um uma mística caixa de quebra-cabeças e no horror que esta trará a uma infeliz família.

## Sinopse
Frank Cotton é um hedonista que dedicou a sua vida a uma busca egoísta e obstinada da absoluta experiência sexual. Acreditando que já havia experimentado todos os prazeres que o mundo pode oferecer, Frank está insatisfeito e querendo algo mais extremo. Ele ouve rumores sobre a Configuração de Lemarchand, uma caixa de quebra-cabeças que dizem ser um portal para um reino extra dimensional de prazer carnal insondável. Localizando o proprietário em Düsseldorf, Frank obtém a caixa, executando "pequenos favores" e retorna com ela para a casa de sua falecida avó na Inglaterra. Frank prepara um santuário de ofertas para os habitantes do reino extra dimensional: os Cenobitas, membros de uma ordem religiosa dedicada a experiências sensuais extremas.
Abrindo a caixa, Frank fica confuso e horrorizado quando os Cenobitas, ao invés de mulheres bonitas, se tornam criaturas horrivelmente mutiladas cujos corpos foram modificados ao ponto de serem aparentemente sem sexo.  Com Frank como sua mais nova "experiência", os Cenobitas o sujeitam a uma sobrecarga sensorial total, quando este percebe que a devoção dos cenobitas ao sadomasoquismo é tão extrema que não diferenciam mais dor e prazer. Frank é sugado para o reino Cenobita, onde ele percebe que será submetido a uma eternidade de (o que é para os seres humanos) tortura.
Algum tempo depois, o irmão de Frank, Rory, e sua esposa, Julia, mudam-se para a casa de Frank. Julia manteve relações sexuais com Frank uma semana antes de seu casamento; Ela passou a totalidade de seu casamento obcecada e cobiçando Frank e só ficou casada com Rory por apoio financeiro. Enquanto preparavam a casa para a mudança, Rory acidentalmente corta a mão e sangra no ponto onde Frank foi levado pelos Cenobitas. O sangue, misturado com o sêmen que Frank havia ejaculado no chão antes de ser arrebatado, abre outro cisma dimensional, do qual Frank escapa. No entanto, seu corpo foi reduzido a um cadáver dissecado pelas experiências dos Cenobitas. Julia o encontra e promete restaurar seu corpo para que eles possam renovar seu caso.
Enquanto Rory está no trabalho, Julia começa a seduzir homens em bares e leva-los para o sótão da casa, onde ela os assassina e alimenta, com seus corpos, Frank, cujo próprio corpo começa a se regenerar lentamente. Kirsty, uma amiga de Rory que está secretamente apaixonada por ele, suspeita que Julia está tendo um caso e tenta pegá-la no ato; Em vez disso, ela encontra Frank, que tenta matá-la. Kirsty rouba a caixa do quebra-cabeças e foge da casa, desabando de exaustão em uma rua. Ela é levada para um hospital, onde resolve o enigma da caixa e, inadvertidamente, convoca os Cenobitas. Os Cenobitas inicialmente tentam levar Kirsty de volta com eles, até que ela lhes conta sobre Frank; Céticos a respeito do fato de que um de seus experimentos pôde ter escapado, os Cenobitas concordam em deixar Kirsty livre em troca de Frank.
Kirsty leva os Cenobitas a Frank, agora usando a pele de Rory recentemente morto. Outra briga ocorre, durante a qual um impenitente Frank inadvertidamente mata Julia. Certificados da identidade de Frank, os Cenobitas aparecem e enredam Frank com uma multidão de ganchos e retornam com ele a seu reino. No andar térreo , Kirsty vê a cabeça desencarnada de Julia pedindo ajuda, o que aparentemente não tem êxito, já que a brilhante cabeça do líder dos Cenobitas também revela-se(sugerindo que eles a estão arrastando também). Saindo da casa, o líder dos cenobitas fala com Kirsty, confiando-a a vigiar a caixa até que outro degenerado a procure. Olhando para a superfície da caixa, Kirsty imagina vê os rostos de Julia e Frank refletidos nela, mas não os de Rory. Ela se pergunta se há outros quebra-cabeças, que podem localizar Rory e/ou destrancar as portas para o paraíso.